# Edward Shorter (Erfinder)
Edward Shorter (* 1767; † 4. Februar 1836) war ein englischer Mechaniker, Erfinder und Freeman of London. Bekannt wurde er vor allem durch seine Erfindung eines Schiffspropellers. Ein Schüler war James Lowe.
Im Juli 1800 patentierte er eine Schiffsschraube, die er the perpetual sculling machine nannte und von acht Seeleuten angetrieben wurde. Hiermit konnte ein Schiff im Hafen bei Windstille manövriert werden. Die Antriebswelle wurde waagerecht oberhalb der Wasserlinie durch das Schiffsheck geführt. An der Welle war ein Gelenk befestigt, so dass sie mit dem Propeller schräg ins Wasser eintauchte. Am 4. Juli 1802 bezeugten Captain Frederick Whitworth Aylmer und Captain Richard Goodwin Keats von der britischen Marine, dass das schwer beladene Frachtschiff Doncaster bei Flaute mit Hilfe der Erfindung vor Gibraltar mit einer Geschwindigkeit von 1,5 Knoten fortbewegt werden konnte. Die Doncaster war somit das erste britische Schiff, das mittels eines Propellers bewegt wurde. Zwei Monate später am 2. September 1802 auf Malta bezeugte auch Admiral Sir Richard Bickerton die Funktionstüchtigkeit des Propellers. Das Zertifikat über die erfolgreiche Erprobung des Propellers bei Malta befindet sich heute im Kelvingrove Art Gallery and Museum in Glasgow.
Am 21. März 1803 erhielt er ein Patent auf eine Erfindung, die die Verbindung einer Dampfmaschine mit seiner Schiffsschraube ermöglichen sollte. Im Januar 1804 meldete er einen mechanischen Apparat als seine Erfindung an, mit dem man leichter und billiger Lasten anheben konnte.